# Gestation masculine

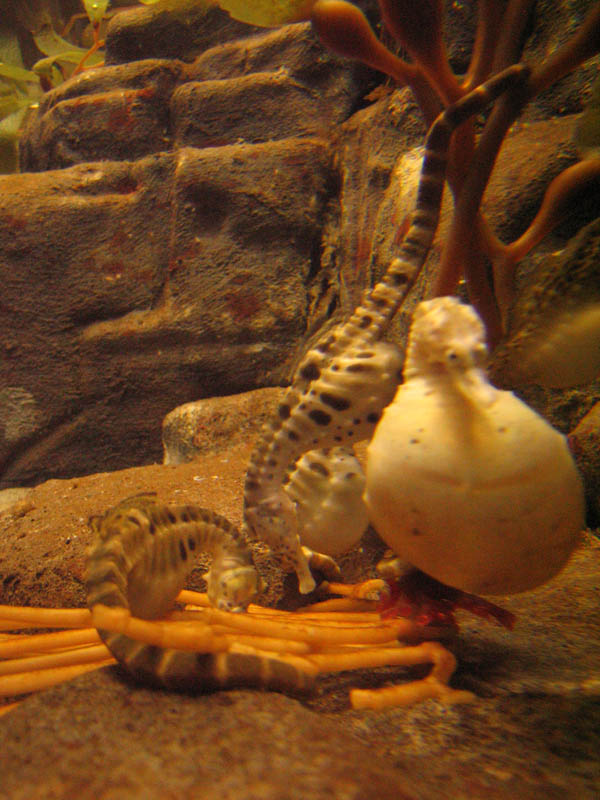
Hippocampe mâle « enceint » avec sa poche incubatrice gonflée. Au moment de la parturition, les violentes contractions de cette poche permettront d'expulser à l'extérieur les jeunes isolément ou par groupes.

La gestation masculine, ou grossesse masculine, est l'incubation d'un ou de plusieurs embryons ou de fœtus par des mâles de certaines espèces.
La plupart des espèces qui se reproduisent par la reproduction sexuée sont hétérogames - les femelles produisant les plus grands gamètes (ovules) et les mâles produisent les plus petits gamètes (spermatozoïdes). Dans presque toutes les espèces animales, les petits sont portés par la femelle jusqu'à la naissance, mais chez les poissons de la famille des Syngnathidae (les syngnathes, les hippocampes et les hippocampes feuilles ou dragons des mers feuillus), les mâles effectuent cette fonction. Ils présentent ce que les biologistes appellent une inversion des rôles sexuels. Par cet investissement parental, le mâle fournit les éléments nutritifs et l'oxygène aux œufs qu'il a fécondés, mais aussi une protection aux jeunes qui restent près de leur père quelques jours avant leur émancipation.
La possibilité pour des hommes d'incuber des fœtus est un sujet complexe actuellement étudié et qui se déconstruit avec le temps[Quoi ?]. Les hommes transgenres possédant l'anatomie requise pour la gestation peuvent porter des fœtus à terme et les mettre au monde, à condition de ne pas avoir subi d'hystérectomie.

## Animaux
La famille de poissons Syngnathidae présente la caractéristique unique d’une forme hautement dérivée de soins du couvain mâle appelée « grossesse masculine ». La famille est très diversifiée et contient environ 300 espèces de poissons. Parmi les Syngnathidae, on trouve les hippocampes, le syngnathinae, les Phyllopteryx taeniolatus et les Dragons de mer feuillus. Les mâles de certaines de ces espèces possèdent une poche à couvain sur le tronc ou la queue (poche incubatrice homologue au marsupium d'un kangourou) ; chez d'autres espèces, les œufs sont simplement attachés au tronc ou à la queue du mâle lorsque la femelle les pond. Bien que les définitions de la grossesse par les biologistes diffèrent quelque peu, les ichtyologistes considèrent tous les membres de la famille comme présentant une grossesse masculine, même ceux sans poche à couvain externe.
La fécondation peut avoir lieu dans la poche ou dans l’eau avant l’implantation, mais dans les deux cas, les syngnathidés mâles assurent la totalité de la grossesse. Après l'implantation dans le couvain ou le patch de couvée, le mâle incube les œufs. De nombreuses espèces osmorégulent le fluide du couvain dans le but de maintenir un pH adéquat pour le développement des embryons. Chez certaines espèces au moins, le mâle approvisionnent également sa progéniture en nutriments, comme le glucose et les acides aminés, par le biais de sites hautement vascularisés qu'ils ont sur ou dans leur corps.
Cette période d’incubation peut durer beaucoup plus longtemps que la production d’une autre couvée d’œufs par la femelle, en particulier dans les régions tempérées où les grossesses durent plus longtemps, ce qui crée un environnement de reproduction dans lequel la sélection sexuelle peut être plus forte chez les femmes que chez les hommes en raison de la multiplication de l'investissement du père. Cette inversion des rôles sexuels traditionnels n’a été constatée que dans les syngnathes, alors que les hippocampes ont été largement acceptés comme monogames. Certaines espèces de syngnathes communs présentent une polyandrie classique en raison de cette situation unique. Les syngnathidés mâles préfèrent généralement les femelles ayant une grande taille et des ornements saillants tels que la pigmentation de la peau bleue ou les plis de la peau. Les mâles syngnathidés de certaines espèces qui fécondent des femelles aux traits sexuels moins attractifs, n'hésitent pas à avorter les embryons des femelles ou à bâcler leur gestation en absorbant des œufs ou des embryons lorsqu'ils se trouvent dans la poche incubatrice. Dans ces cas, les embryons présentant le taux de survie le plus élevé sont ceux dont les mères présentent le phénotype préféré.
Les syngnathidés forment la seule famille dans le règne animal auquel le terme « grossesse masculine » a été appliqué.

## Humains

### Grossesse extra-utérine
Les hommes ne possèdent naturellement pas d'utérus pour la gestation de la progéniture. Le problème théorique de la grossesse extra-utérine chez les hommes (grossesse hors de la cavité utérine) par implantation chirurgicale a été abordé par des experts du domaine de la médecine de la fertilité, qui soulignent que le concept d'implantation ectopique, bien que théoriquement plausible, n'a jamais été tenté et serait difficile à justifier - même pour les femmes sans utérus - en raison des risques extrêmes pour la santé du parent et de l'enfant,.
Robert Winston, l'un des pionniers de la fécondation in vitro, a déclaré au London Times que « la grossesse chez les hommes serait certainement possible » grâce à l'implantation d'un embryon dans l'abdomen d'un homme, le placenta étant relié à un organe interne tel que l'intestin, qui serait ensuite accouché par césarienne,,. L'implantation ectopique de l'embryon le long de la paroi abdominale et la croissance du placenta qui en résulterait seraient toutefois très dangereuses et potentiellement mortelles pour l'hôte, et il est donc peu probable qu'elles soient étudiées chez l'homme,. Gillian Lockwood, directrice médicale de Midland Fertility Services, une clinique britannique de fertilité, a noté que l'abdomen n'était pas conçu pour se séparer du placenta lors de l'accouchement, d'où le danger d'une grossesse extra-utérine. « La question n'est pas : un homme peut-il le faire ? C'est : si un homme a une grossesse [extra-utérine] réussie, peut-il y survivre ? », a déclaré le bioéthicien Glenn McGee. 
Depuis 2000, plusieurs sites web de canulars sont apparus sur internetdans le but de décrire le premier homme enceint au monde. Bien que reposant parfois sur des affirmations scientifiques légitimes, aucune expérience de ce type n’a en réalité été rapportée. Cecil Jacobson (en), clinicien en fertilité, a déclaré avoir greffé un œuf fécondé d'un babouin femelle dans la cavité abdominale d'un babouin mâle au milieu des années 1960, qui a ensuite porté le fœtus pendant quatre mois ; cependant, Jacobson n'a pas publié ses affirmations dans un journal scientifique et a par la suite été reconnu coupable de plusieurs chefs de fraude non liés pour inconduite déontologique.

### Transplantation de l'utérus
Contrairement à une grossesse extra-utérine, qui met en danger à la fois le fœtus et le porteur, une greffe de l'utérus chez un homme, si elle aboutissait, protégerait à la fois le fœtus et l'hôte et éliminerait une grande partie du danger pour les deux.
Selon Karine Chung, directrice du programme de préservation de la fertilité de la Keck School of Medicine de l'Université de Californie du Sud, la transplantation d'un utérus chez un homme ne serait pas très différente de celle vers une femme, « l'anatomie masculine et féminine n'étant pas si différente ». L'utérus devrait soit être donné par une donneuse volontaire, soit être créé par ingénierie tissulaire à l'aide des cellules souches du mâle, puis implanté dans sa région pelvienne. Ensuite, la procédure standard de fécondation in vitro (FIV) serait suivie pour insérer le fœtus dans le ventre nouvellement formé du mâle.
Une vingtaine d'enfants sont nés après greffes utérines reçues par des femmes, en Suède, aux États unis, au Brésil, en Inde, puis en France en 2019.
Une greffe utérine a été réalisée en Arabie saoudite en 2000, d’une femme à l’autre, mais elle n’a pas abouti à une grossesse. Cette avancée a suscité des spéculations sur la possibilité qu'un homme reçoive une greffe d'utérus et porte un enfant dans l'utérus greffé.

### Personnes intersexuées
Certains troubles rares du développement sexuel chez les mâles caryotipicaux (46, XY) entraînent le développement des canaux paramesonéphriques en structures de Müller nécessaires à la grossesse, comme chez la femme. Bien que les femmes intersexuées touchées soient stériles (ne produisent pas de gamètes), elles peuvent mener à bien une grossesse avec l'aide de la procréation médicalement assistée. Il existe des cas documentés de personnes avec un mosaïcisme à prédominance XY qui conçoivent naturellement, y compris une personne présentant un caryotype à 96 % de XY et des ovotestes (véritable hermaphrodisme). Un cas de femme à prédominance XY ayant eu ses règles régulièrement, deux grossesses naturelles et ayant accouché a été rapporté.

### Hommes transgenres
Certains hommes transgenres peuvent tomber enceints. Il est possible pour les hommes transgenres qui ont subi la puberté féminine (et n'ont pas pris de bloquants) de maintenir le fonctionnement des ovaires et de l'utérus, même après avoir subi une hormonosubstitution masculinisante,,. Bien que les précédentes utilisations de testostérone n'empêchent pas la grossesse, elles doivent cesser temporairement avant la conception et pendant toute la durée de la grossesse pour assurer un bon déroulement.

### Fœtus in fœtu
Le fœtus in foetu, bien qu'il ne s'agisse pas d'une véritable grossesse, est un cas extrêmement rare dans lequel une masse de tissu ressemblant à un fœtus se forme à l'intérieur du corps. C'est une anomalie du développement dans laquelle un ovule fertilisé se sépare comme pour former des jumeaux identiques, mais une des deux parties est enveloppée dans l'autre, et un système vivant entier avec un torse et des membres peut se développer à l'intérieur de l'hôte. Cette anomalie se produit pour 1 naissance sur 500 000 chez l'humain.
Le cas de Sanju Bhagat, également connu sous le nom de Sanjay Kumar, un homme originaire de Nagpur (Inde), a attiré l’attention en 1999, pour la longue période (36 ans) pendant laquelle il avait porté son jumeau parasite à l’intérieur de son corps et l'ampleur de sa croissance. Comme Bhagat n'avait pas de placenta, la croissance avait été directement liée à son sang. Dans un cas extrêmement inhabituel, un garçon de 2 ans est tombé enceint de son jumeau parasite à l'intérieur de son estomac, se nourrissant comme un fœtus normal se nourrit de sa mère. Le garçon avait besoin d'une césarienne. Il est pratiquement impossible que le fœtus puisse survivre à ce processus en raison de son sous-développement.

## Culture populaire
Certains auteurs de science-fiction ont abordé ces questions dans des thèmes transgenres [pas clair], par exemple Bloodchild and Other Stories d'Octavia E. Butler. Le roman d'Ursula K. Le Guin, La Main gauche de la nuit, contient la phrase « Le King était enceinte » et explore une société dans laquelle la grossesse peut être vécue par n'importe qui, dans la mesure où les individus ne sont pas différenciés sexuellement pendant la plus grande partie de leur vie et peuvent devenir capables d'insémination ou de gestation à différents moments. Ethan d'Athos de Lois McMaster Bujold présente une société entièrement masculine dans laquelle les hommes utilisent des utérus artificiels, mais subissent de nombreux effets psychologiques de la grossesse (anticipation, anxiété, etc.). Dans le roman féministe utopique de Marge Piercy, Une femme au bord du temps, ni les hommes ni les femmes ne tombent enceints, ce qui ne laisse que des utérus artificiels, mais les deux sexes peuvent allaiter et nourrir l'enfant ; les expériences spécifiquement féminines de la grossesse et de l'allaitement ont été ouvertes aux hommes pour la cause de l'égalité des sexes. L'essai de 1969 de Larry Niven, Man of Steel, Woman of Kleenex, conclut en considérant Superman comme le porteur de son propre bébé, en raison des difficultés qu'une femme humaine pourrait rencontrer en portant un fœtus surpuissant.
Le concept de grossesse masculine a fait l’objet de films populaires, généralement sous forme de dispositif comique. En 1973, Jacques Demy réalise L'Événement le plus important depuis que l'homme a marché sur la Lune, où le personnage incarné par Marcello Mastroianni tombe enceint. La comédie Rabbit Test, sortie en 1978, met en scène Billy Crystal dans le rôle d’un jeune homme qui tombe inexplicablement enceint au lieu de sa partenaire sexuelle. Dans le film La Vie de Brian des Monty Python (1979), il existe une scène de satire politique dans laquelle un personnage demande à tout homme d'avoir le « droit d'avoir des bébés s'il le souhaite », ce qui est ridiculisé et considéré comme impossible. En 1994, la comédie de science-fiction Junior met en vedette Arnold Schwarzenegger en tant que chercheur en fertilité qui expérimente sur lui-même ; le scénario est inspiré par un article paru dans le magazine Omni en 1985.
Le concept apparaît souvent comme un gag comique dans de nombreux programmes télévisés. Dans un épisode de 1981 de la série de sketches canadiens Bizarre, Super Dave Osborne (joué par Bob Einstein), le personnage casse-cou qui habite dans l’émission, joue l’une de ses nombreuses cascades, portant et mettant au monde un bébé. Frankenstein's Baby, drame télévisé de la BBC de 1990, met en vedette une docteure, Eva Frankenstein, aidant un patient de sexe masculin à devenir le premier homme au monde à tomber enceint. Dans la série de comédie de science-fiction Red Dwarf de la BBC, le personnage principal, Dave Lister, tombe enceint après avoir eu des relations sexuelles avec une version féminine de lui-même dans un univers alternatif. Dans un épisode de Sliders, le quatuor « glisse » dans un monde alternatif dans lequel les bébés se développent au cours de leurs derniers mois chez le père, car une maladie mondiale empêche les femmes de pouvoir porter les enfants au-delà de leur premier trimestre. Dans la cinquième saison de la série fantastique Charmed, au cours d’un rêve, Leo tombe enceint du bébé de Piper pendant une bonne partie de l’épisode, ce qui la conduit à parler de lui comme d’un « incubateur » et de le réprimander parfois de « bouleverser » le bébé. 
La possibilité d'une vie extraterrestre ayant une sexualité reproductive différente est à la base de nombreuses références. Dans l'épisode Inattendu de la série Star Trek: Enterprise, Trip Tucker tombe enceint de la progéniture d'une femelle d'une autre espèce. Dans le jeu vidéo Les Sims 2, les personnages masculins peuvent être fécondés via des codes de triche ou un enlèvement par des extraterrestres. Dans l'épisode Deacon Stan, Jesus Man de American Dad!, le garçon Steve est inséminé après avoir procédé à une réanimation bouche-à-bouche à l'extraterrestre Roger, puis à son insu le transmet à sa petite amie via un baiser. Dans la série animée Futurama, Kif l'extraterrestre peut être fécondé d’un toucher. Dans la minisérie Farscape : Guerre pacificatrice, l’extra-terrestre Rygel absorbe et porte le bébé de John et d’Aeryn. Dans la série Alien Nation, lorsque le personnage principal de Tectonese George Francisco et sa femme Susan décident d'avoir un troisième enfant, il est révélé que, pour concevoir, un couple tectonien a besoin d'un tiers, appelé binnaum, pour achever la fécondation, et que le mâle porte le bébé - enfermé dans une gousse - pendant les derniers mois de la gestation. Dans l'épisode Stimpy's Pregnant de la série d'animation Ren & Stimpy "Adult Party Cartoon", on pense que Stimpy est enceint, mais M. Horse découvre qu'il est en réalité constipé. Dans le premier épisode court de la série d'animation Mes parrains sont magiques, intitulé The Fairly OddParents!, le « parrain magique » Cosmo tombe enceint du bébé Poof. 
Dans l'épisode Save the Last Dance de Ben 10: Alien Force, il est révélé que les Necrofriggiens ont la capacité de se reproduire asexuellement une fois tous les 80 ans, en construisant un grand nid en métal digéré où leurs œufs vont éclore et où leur progéniture se nourrira de métal du nid avant de se nourrir instinctivement de plasma solaire jusqu'à maturité pour commencer leur propre vie. En raison du cycle de reproduction necrofriggien, Big Chill prend le pas sur la personnalité de Ben pour mener à bien le processus, mais Ben ne se souvenait de rien de ce qu’il avait fait pendant ce cycle, comme avoir mangé du métal et avoir eu 14 bébés, et il se sentait très gêné lorsque Gwen, Kevin et Julie le lui ont expliqué, et les taquineries de Kevin l'appelant maman n'ont pas aidé. Dans le court métrage Even as IOU des Trois Stooges, Curly avale accidentellement un comprimé de vitamine Z destiné à un cheval et cette erreur lui permet de donner naissance à un équidé, que les Stooges couronnent comme un cheval de course gagnant. 
Virgil Wong, un artiste de performance, a créé un site de canular, mettant en scène une grossesse fictive masculine, prétendant détailler la grossesse supposée de son ami Lee Mingwei,
La grossesse masculine est également couramment explorée dans les fan-fictions de type slash (homosexuel), généralement basées sur des séries fantastiques telles que Supernatural ou Harry Potter.
La fiction sur la grossesse masculine, plus connue sous le nom de Mpreg, connaît un succès croissant. Il existe plus de 2 000 livres numériques traitant de Mpreg à la vente, avec près de 200 nouvelles sorties par mois. Les livres de Mpreg sont décalés, de science-fiction ou non, avec des méthodes de fécondation et d’accouchement variables selon l’auteur. Les règles les plus communes suivies sont celles de l'omégaverse, qui ont été établies pour la première fois dans le registre de la fan-fiction.
En février 2022, Apple annonce qu'un émoji d’homme enceint sera bientôt disponible sur iPhone.